# 松浦元男
松浦 元男（まつうら もとお、1935年 - ）は、プラスチック製小型精密部品メーカーの株式会社樹研工業の会長である。愛知県名古屋市出身。

## 経歴
- 少年時代、島根県松江市に疎開する。
- 1952年に豊橋市に移住。
- 1960年、愛知大学法経学部を卒業。セロファン会社でサラリーマンとなる。
- 1965年に株式会社樹研工業を設立。
- 2015年、樹研工業代表取締役会長に就任。

## エピソード
- トロンボーン奏者としてプロ活動もしていた。
- ラジオで聞いた松下幸之助の話を聞き感銘を受け、手形取引を止めることを決断した。内部留保を持つことで高価な設備投資を思い切って行う経営をしている。
- 樹研工業の基準に劣る品質管理基準であるISO 9001認定予定はない。また、多くの企業が認定を受けることが目的となっている現状に対し批判的。

## テレビ出演
- 日経スペシャル カンブリア宮殿 「ムダで儲ける経営術 ～社員の能力を最大限引き出す法～」（2006年8月28日、テレビ東京）[1]。

## 著書
- 『父と息子の永い付き合い』（1998年10月1日、鳥影社）ISBN 4886291589
- 『百万分の一の歯車！世界一の超極小部品をつくる樹研工業の技と哲学』（2003年7月5日、中経出版）ISBN 4806118419
- 『先着順採用、会議自由参加で世界一の小企業をつくった』（2003年8月28日、講談社）ISBN 4062119935
  - 『先着順採用、会議自由参加で「世界一の小企業」をつくった』（2009年4月20日、講談社 講談社+α文庫）ISBN 9784062812757
- 『技術で生きる! 1人1億円売り上げる経営』（共著者:岡野雅行）（2004年1月1日、ビジネス社）ISBN 4828410929
- 『私を育ててくれたふる里・松江 そこで過ごした少年の日々』（2004年9月11日、鳥影社）ISBN 4886298583
- 『無試験入社、定年なしで世界レベルの「匠」を育てた』（2005年4月25日、講談社）ISBN 4062128888
- 『世界でいちばん小さな歯車を作った会社』（2010年3月2日、中経出版 中経の文庫）ISBN 9784806136415